# 大谷吉繼
大谷吉繼（1559年1月12日—1600年、永祿2年－慶長5年9月15日）是日本戰國時代、安土桃山時代的武將和大名，亦為越前國敦賀城城主，曾用名「吉隆」。父親是近江六角家的家臣大谷吉房，母親為高台院的侍女東殿，子女有大谷吉治、木下賴繼、大谷泰重及竹林院等。別名紀之介，官位為「從五位下刑部少輔」，一般慣稱大谷刑部。大谷吉繼是「紫質症」患者（一說痲瘋），因此常戴白頭巾並蒙面，蓋住面部皮膚的膿瘡隱瞞病情。在關原之戰加入好友三成的西軍陣營，最後遭到己方叛軍圍殲，自盡身亡。

## 生涯

### 出身
一般認為他永禄2年（1559年）出生在近江国（滋賀縣）。關於他的出生有幾個說法，父親因病到豐後國治療，一度成為大友家的家臣時出生，這種說法最沒根據，也有說是羽柴秀吉的私生子。比較有力的說法為他是六角家的家臣大谷吉房的兒子，天正初年成為秀吉的小姓。《華頂要略》的「坊官大谷家系圖」有大谷吉繼的名字，為本願寺坊官下間頼亮妻妹之子，或青蓮院門跡坊官大谷泰珍之子。
大谷吉繼有兄弟姐妹，歷史上記載他有栗山林齊和祐玄兩個外甥存在，栗山林齊在攝津國池田出家，被黑田長政命令出仕栗山備後一家的栗山名乘（300石～800石）。祐玄坊出現在《關原決戰圖屏風》及其他資料中，故秀吉私生子之說可信度不高。

### 豐臣家臣時代
天正年初，吉繼擔任秀吉的小姓。天正5年（1577年）10月，秀吉受命於織田信長，開始攻略播磨，駐紮在姬路城。吉繼此時與脇坂安治、一柳直末、福島正則、加藤清正及仙石秀久等擔任秀吉的御馬廻眾，當時名為大谷平馬。天正6年（1578年）5月4日，尼子勝久的上月城遭受毛利輝元軍勢的包圍，秀吉為尼子軍的救援部隊，吉繼當時也跟隨出征。之後在進攻三木城時，吉繼也擔任馬迴眾從征，秀吉10月15日在平井山宴請諸將時，也有大谷平馬的名字出現，俸祿約150石至250石。
天正10年（1582年），吉繼參與備中高松城之戰。本能寺之變後，秀吉掌握了實權，與柴田勝家發生賤岳之戰，此時吉繼成功遊說柴田方的長濱城城主柴田勝豐，使他成為豐臣軍的一員，立下足以和賤岳七本槍相較的大功。 
天正13年（1585年），吉繼與增田長盛共同率領2000兵跟隨秀吉攻伐紀州（紀州征伐），並討取了杉本荒法師。當時在發給稱名寺寺領安堵狀中署名為大谷紀之介。7月11日，秀吉敘任關白，吉繼被敘任從五位下刑部少輔，此後被人稱為「大谷刑部」。
天正14年（1586年）在九州征伐中，吉繼與石田三成一起擔任兵站奉行，提供後勤支援立下功勞。天正17年（1589年），成為越前国敦賀郡2万石城主，開始修建城廓。
天正18年（1590年），在小田原之役中擔任從軍，接下來的奥州仕置中，擔任出羽國檢地的任務，當時更與蠣崎慶廣見面，請其臣服豐臣政權。此外也受上杉景勝邀請，協助鎮壓境內一揆，因功加封南条、丹生、今立郡的村村六三等2萬6944石領地，成為敦賀5萬石大名。
文禄元年（1592年），秀吉出兵朝鮮（文祿·慶長之役），吉繼擔當船奉行及軍監，掌管船舶的調度以及物資的運輸。同年6月奉秀吉之命與奉行眾長谷川秀一、前野長康、木村重茲、加藤光泰、石田三成、增田長盛共同渡海，其中大谷、石田及增田等三人為秀吉指定統領朝鮮諸將，並彙整戰地報告。文祿2年（1593年），秀吉和明朝談和，使者（謝用梓、徐一貫）隨同石田、增田回國，秀吉在名護屋城與明使會見。後來再度回到朝鮮，進行晉州城攻防戰。文禄3年（1594年）參與建造伏見城，並前往草津溫泉療養。直到慶長2年（1597年）期間，擔任豐臣政權的中樞。慶長2年9月24日，秀吉與德川家康、富田知信及織田有樂齋前往伏見的大谷宅邸訪問，吉繼以豪華饗宴招待。慶長3年（1598年）6月16日，豐臣秀賴敘任中納言時，也抱病出席祝賀，獲秀吉賜予菓子。

### 關原之戰
慶長3年（1598年）8月，豐臣秀吉死後，吉繼與五大老之一的德川家康接近。慶長4年（1599年），為保護家康免受前田利家襲擊，吉繼和加藤清正與福島正則等豐臣家武將保護德川的宅邸。並曾經為特意派部下到伏見城，阻止前田利長的「家康暗殺計劃」，而吉繼也跟榊原康政解決宇喜多秀家的內部問題，這時他在行動上都較為親近德川家康。
後來德川家康出兵討伐上杉景勝，並向全日本大名發出動員令，吉繼率3000兵力出征，途中拜訪失勢的好友石田三成，為了緩解三成與家康的緊張關係，而招募三成的兒子石田重家跟隨自己，然而三成卻請求吉繼發兵，一起與他對抗德川家康；吉繼知曉計畫後，連說三次：「三成啊，沒有勝機。」結果雖然明知沒有勝算，仍然不忍背棄好友而加入西軍。
成為西軍首要將領之後的吉繼返回敦賀城，為了牽制東軍的前田利長，成功拉攏丹羽長重、山口宗永和上田重安等大名。前田利長侵攻北之庄城時吉繼散佈假情報使其動搖。前田軍聼了假情報後撤退，途中遭到丹羽軍襲擊（淺井畷之戰），最終迫使利長退回金澤城，使得他無法參與關原之戰。
9月，吉繼在三成指示下率領脇坂安治、朽木元綱、小川祐忠、戶田勝成、赤座直保等諸將襲擊美濃。九月十五日（西曆10月21日），東西兩軍展開關原之戰。吉繼率戶田勝成、平塚為廣等5700人在關原西南山中的藤川台一帶佈陣，陣中還有織田信長之子織田信吉與長次兩兄弟，及蜂須賀家政的重臣高木法齋。身患麻瘋病的吉繼乘轎指揮部下和東軍的藤堂高虎、京極高知激烈交戰（也有說大谷軍指揮是由平塚為廣代為指揮），成功牽制住敵人。
因為戰前大谷吉繼已經預計小早川秀秋會倒戈投敵，所以在松尾山佈陣，並在他的進軍路線設下了「攔馬柵」，事發後亦派出600人的直屬部隊狙擊嚇阻小早川陣的1萬5000人。在脫離前線的戶田勝成和平塚為廣奮戰之下，還一度將小早川秀秋逼退500米範圍達二、三次，並擊殺東軍派在秀秋身邊監視的奥平貞治。
可是正在進攻小早川秀秋的時候，脇坂安治、朽木元綱、小川祐忠、赤座直保等四名西軍將領見小早川秀秋已然背叛西軍，竟也隨即跟著小早川秀秋一起叛變，轉向攻打大谷吉繼；而德川軍的藤堂高虎隊亦在此時趕到並加入戰鬥，導致大谷吉繼三面受敵、遭到圍攻；於是在己方各部叛軍勢力與藤堂隊的圍剿之下，大谷吉繼被擊敗，在戰場上切腹自盡，委由湯淺隆貞介錯，享年42歲。頭顱由湯淺隆貞埋葬，藏於關原戰場，未被德川軍發現（一說為吉繼的外甥祐玄帶往米原埋葬），而西軍也在大谷吉繼陣亡之後開始迅速敗退。大谷吉繼遺言：「重友情，六道輪迴先行一步又何妨」與平塚為廣的遺言「為大義，死何足惜？我輩名聲必流芳」相呼應。

## 人物軼事
- 吉繼出生前，兩親去八幡神社求子，父親吉房夢見有人對他說「吃了神社的松果就能得子。」吉房依言行之，果生吉繼，所以取其幼名為慶松（桂松）。
- 中年時罹患紫質 （一說痲瘋），同時左眼失明，常以白布遮掩容貌。據説在一次茶會中，前來參加的豐臣諸將用同一個茶碗輪流飲茶。吉繼喝過以後，其他人都怕被傳染而不願碰那個茶碗，只有石田三成絲毫不猶豫把剩下的茶喝完（更有甚者説吉繼飲茶時，臉上的膿水滴進茶碗裏，三成眉頭沒皺一下便一口飲盡），像沒事一樣的繼續和別人説話，吉繼因此深受感動，所以在關原之戰中，明知三成沒有勝算卻仍然加入三成的西軍，這應該就是其中最大的因素。[3]。
- 吉繼和三成是好朋友，亦與家康交好，家康非常賞識吉繼的才能。會津征伐結束後，原本要加封吉繼12萬石，卻聽説吉繼加入石田軍而大吃一驚。
- 吉繼非常擔心三成狂妄的性格，勸三成「收斂一些、爲了豐臣家的安泰不妨跟隨家康。讓毛利輝元和宇喜多秀家在前面牽制，你在後面活動。」三成起先還聽從勸告，可是在西軍舉兵之後便又故態復萌[4]。
- 「名將言行錄」中對吉繼的評價很高，說他「眷愛民眾，智勇兼備，剛正不阿，世人稱其為賢者」。
- 雖然在戰國時代裡，大谷吉繼並不算是對歷史影響深遠的重要人物，但是從江戶時期到現代，其忠義的形象一直都受到日本老百姓愛戴。
- 自盡前，面對著倒戈還偷襲他的小早川秀秋陣列喊道：「人面獸心，三年間必詛咒你」。後來秀秋果真於戰後兩年多，突然發瘋而死，人們相傳是吉繼鬼魂作祟之故。
- 豐臣秀吉曾經稱讚他：「予吉繼百萬大軍，必可指揮自如」，令其身價倍增。

## 子孫
兒子大谷吉治在關原之戰後成爲浪人，大坂冬之陣時與姊夫真田幸村並肩作戰，在翌年的大坂夏之陣戰死。吉治的子孫成了農民，最後直系斷絕，從石田家認領養子。
三男大谷泰重之子、亦即吉繼之孫大谷重政是越前松平家的藩士，子孫代代位列家老。
女兒竹林院是真田信繁正室，關原之戰後隨夫流放到九度山，信繁戰死後在女兒女婿的撫養下在京都度過餘生，慶安2年（1649年）死去。
會津戰爭中，會津藩的白虎隊隊員津田捨藏據説是吉繼的子孫，津田家留存著吉繼的甲冑。

## 家臣
- 湯淺隆貞（日语：湯浅五助）：吉繼的介錯人。
- 湯淺十郎左衛門：隆貞之子，後出仕於高力家（日语：高力忠房）。
- 笠井慶秀：武田家臣笠井滿秀之子，關原之戰後被井伊直政召為藩士。
- 蜂屋將監：敦賀城留守，關原之戰後將城池交割予東軍，後出仕於福島正則。
- 本多政重
- 三浦喜太夫
- 諸角余市
- 土屋守四郎
- 三位融盛
- 岩田五助
- 蜂屋右京進
- 高橋二郎兵衛
- 蜂屋市兵衛
- 下河原惣左衛門
- 佐久間與左衛門
- 岩間傳五郎
- 橋元久八
- 岡部小衛門
- 富永主膳
- 中田六兵衛
- 引塩傳右衛門
- 小岩内膳
- 大瀧源右衛門

## 登場作品
小說
- 名將 大谷刑部（角川書店、南原幹雄（日语：南原幹雄）著）
- 仁將：小說大谷吉繼（PHP研究所、野村敏雄（日语：野村敏雄）著）
- 小說大谷吉繼（学研、菅靖匡著）
- 大谷吉繼（学陽書房、山元泰生（日语：山元泰生）著）
- 白頭之人（潮出版社、富樫倫太郎（日语：富樫倫太郎）著）

影視劇
- 戰國太平記 真田幸村（1966年、TBS、演：志村喬）
- 春之坂道（日语：春の坂道）（1971年、NHK大河劇、演：土屋嘉男）
- 關原（日语：関ヶ原 (テレビドラマ)）（1981年、TBS、演：高橋幸治）
- 德川家康（1983年、NHK大河劇、演：有川博）
- 真田太平記（日语：真田太平記 (テレビドラマ)）（1985年、NHK、演：村井國夫）
- 風雲江戶城 怒濤之將軍德川家光（日语：風雲江戸城 怒涛の将軍徳川家光）（1987年、TX、演：波多野博）
- 德川家康（日语：徳川家康 (1988年のテレビドラマ)）（1988年、TBS、演：久富惟晴）
- 家康最恐懼的人 真田幸村（日语：家康が最も恐れた男 真田幸村）（1998年、TX、演：若林豪）
- 葵德川三代（2000年、NHK大河劇、演：細川俊之）
- 功名十字路（2006年、NHK大河劇、演：渡洋史）
- 戰國自衛隊・關原之戰（日语：戦国自衛隊・関ヶ原の戦い）（2006年、NTV、演：六平直政）
- 天地人（2009年、NHK大河劇、演：津田寛治）
- 傀儡之城（日语：のぼうの城）（2012年、東寶、演：山田孝之）
- 軍師官兵衛 （2014年、NHK大河劇、演：村上新悟）
- 真田丸（2016年、NHK大河劇、演：片岡愛之助）
- 關原（2017年、東寶、演：大場泰正）
- 怎麼辦家康（2023年、NHK大河劇、演：忍成修吾）

電玩遊戲
- 戰國無雙系列&無雙OROCHI系列（光榮、配音：日野聡）
- 戰國BASARA系列（卡普空、配音：立木文彥）

## 相關項目
- 石田三成
- 關原之戰
- 真田信繁

## 外部連結
- 大谷吉繼